# Abraham Weinberg
Pour les articles homonymes, voir Weinberg.
Abraham « Bo » Weinberg, né le 7 janvier 1900 et disparu vers le 9 septembre 1935, est un criminel juif new-yorkais, principalement actif durant la Prohibition. Il occupe les fonctions de tueur à gages et de lieutenant en chef au sein de l’organisation illicite dirigée par le célèbre gangster Dutch Schultz.
Lorsque Schultz étend ses activités de contrebande d’alcool à Manhattan, il intègre dans son groupe Abe Weinberg et son frère George. Par la suite, Weinberg devient l’un des principaux exécutants de Schultz durant les guerres des bootleggers qui ensanglantent Manhattan. Son implication est suspectée dans plusieurs assassinats retentissants, notamment ceux de : Jack « Legs » Diamond, Vincent « Mad Dog » Coll, Salvatore Maranzano, chef d’une faction mafieuse rivale. Sa disparition survient aux alentours du 9 septembre 1935.

## Biographie
En 1933, Schultz est inculpé de fraude fiscale. Préférant se soustraire aux poursuites judiciaires, il se réfugie dans la clandestinité, laissant Weinberg assumer la direction de ses entreprises criminelles. Lorsque Schultz émerge de sa cachette et est absous des charges pesant contre lui, il conçoit une vive défiance à l’égard de Weinberg. En effet, des rumeurs circulent selon lesquelles ce dernier a secrètement pactisé avec le parrain de la mafia Lucky Luciano et le dirigeant de Murder, Inc., Louis Buchalter, afin de conserver la mainmise sur l’organisation de Schultz.
Le 23 avril 1935, Bo Weinberg se marie avec Anna May Turner. Toutefois, les archives démographiques – notamment le recensement fédéral américain de 1930 et celui de l’État de New York en 1925 – indiquent que ladite Anna May Turner voit le jour en 1915 ou 1916, ce qui contredit l’année 1912 mentionnée dans l’acte nuptial.

### Disparition
Le 9 septembre 1935, Bo Weinberg, figure notoire du milieu criminel, quitte une boîte de nuit du quartier de Midtown à Manhattan et disparait à jamais. Les circonstances de sa mort demeurent obscures, donnant lieu à des récits contradictoires. Selon la tradition orale du banditisme, Arthur "Dutch" Schultz l’a lui-même abattu d’une balle de pistolet automatique calibre .45 dans une chambre d’hôtel. Toutefois, Dixie Davis, l’homme de loi de Schultz, rapporte une version différente : il a été témoin de la mort de Weinberg, survenue à l’arrière d’une voiture, des mains de Lulu Rosenkrantz, garde du corps de Schultz, après une nuit de débauche. Davis suggère par la suite que le coup de feu a pu être involontaire. Schultz, quant à lui, informe George Weinberg, frère de la victime, par une formule sibylline : « Nous aurions dû revêtir Bo d’un kimono ». Cette expression, usitée dans l’argot du gangster, signifiait que le cadavre avait été enseveli dans du ciment avant d’être précipité dans les eaux de l’East River.

## Dans la culture populaire
Bo Weinberg sera interprété dans les films suivants :
- Billy Bathgate, 1991, basé sur le roman historique de fiction de 1989 du même nom d'EL Doctorow ; interprété par Bruce Willis, dans lequel Weinberg est représenté avec ses pieds enfermés dans du ciment avant d'être jeté vivant dans l'East River.
- Gangster Wars, 1981, de Dana Goldstone
- Hit the Dutchman, 1991, de Matt Servitto
- Les Seigneurs de Harlem, 1997, de Joe Guzaldo